# Like a House on Fire
Like a House on Fire è il sesto album in studio del gruppo musicale britannico Asking Alexandria, pubblicato il 15 maggio 2020 dalla Sumerian Records.

## Descrizione
Come spiegato dal chitarrista Ben Bruce, l'album rappresenta la piena maturità del gruppo e i testi sono principalmente di carattere autobiografico. Il cambiamento è rappresentato anche dal punto di vista musicale, grazie alle sonorità più pop rock e accessibili rispetto al precedente Asking Alexandria; nel disco sono presenti anche brani più sperimentali come I Don't Need You, realizzato con la partecipazione vocale di Grace Grundy, e All Due Respect, caratterizzato da un esteso uso della drum machine.

## Promozione
Ancor prima dell'annuncio dell'album, il 10 luglio 2019 gli Asking Alexandria hanno pubblicato il primo singolo The Violence, accompagnato nel medesimo giorno da un cortometraggio di oltre sette minuti diretto da Jensen Noen. Il 13 febbraio 2020 è stato presentato il lyric video per il brano They Don't Want What We Want (And They Don't Care), estratto come secondo singolo.
Il 4 marzo 2020 il gruppo ha annunciato il titolo e la data di pubblicazione dell'album, rivelando inoltre il terzo singolo Antisocialist, per il quale è stato realizzato un videoclip. Il 15 aprile seguente è stata la volta del lyric video di Down to Hell, terza traccia del disco, mentre l'11 maggio è uscito il video per il brano d'apertura House on Fire.

## Tracce
Testi e musiche di Asking Alexandria, eccetto dove indicato.
1. House on Fire – 3:33
2. They Don't Want What We Want (And They Don't Care) – 3:15
3. Down to Hell – 3:16
4. Antisocialist – 3:36
5. I Don't Need You – 3:42
6. All Due Respect – 3:55
7. Take Some Time – 3:25
8. One Turns to None – 3:04
9. It's Not Me (It's You) – 2:55
10. Here's to Starting Over – 3:17
11. What's Gonna Be – 3:25
12. Give You Up – 3:33
13. In My Blood – 3:31
14. The Violence – 3:28
15. Lorazepam – 4:02

## Formazione
Gruppo
- Danny Worsnop – voce
- Ben Bruce – chitarra, voce
- Cameron Liddell – chitarra
- Sam Bettley – basso
- James Cassells – batteria

Altri musicisti
- Grace Grundy – voce aggiuntiva (traccia 5)

Produzione
- Matt Good – produzione, missaggio
- Ted Jensen – mastering

## Classifiche
| Classifica (2020) | Posizione massima |
| ----------------- | ----------------- |
| Stati Uniti       | 80                |
| Svizzera          | 65                |